# 1 Canada Square

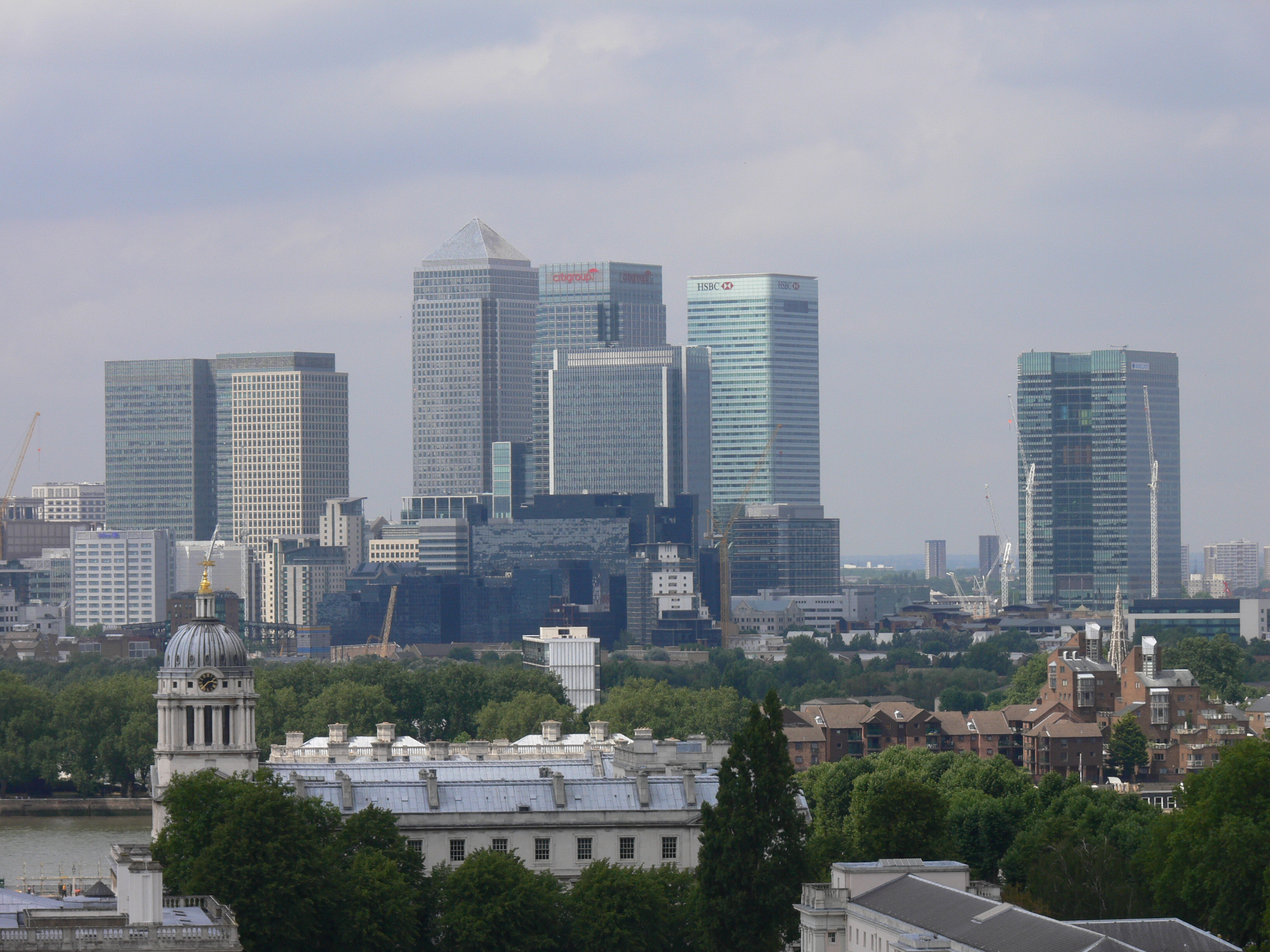
Pohled na Canary Wharf z Greenwichské observatoře

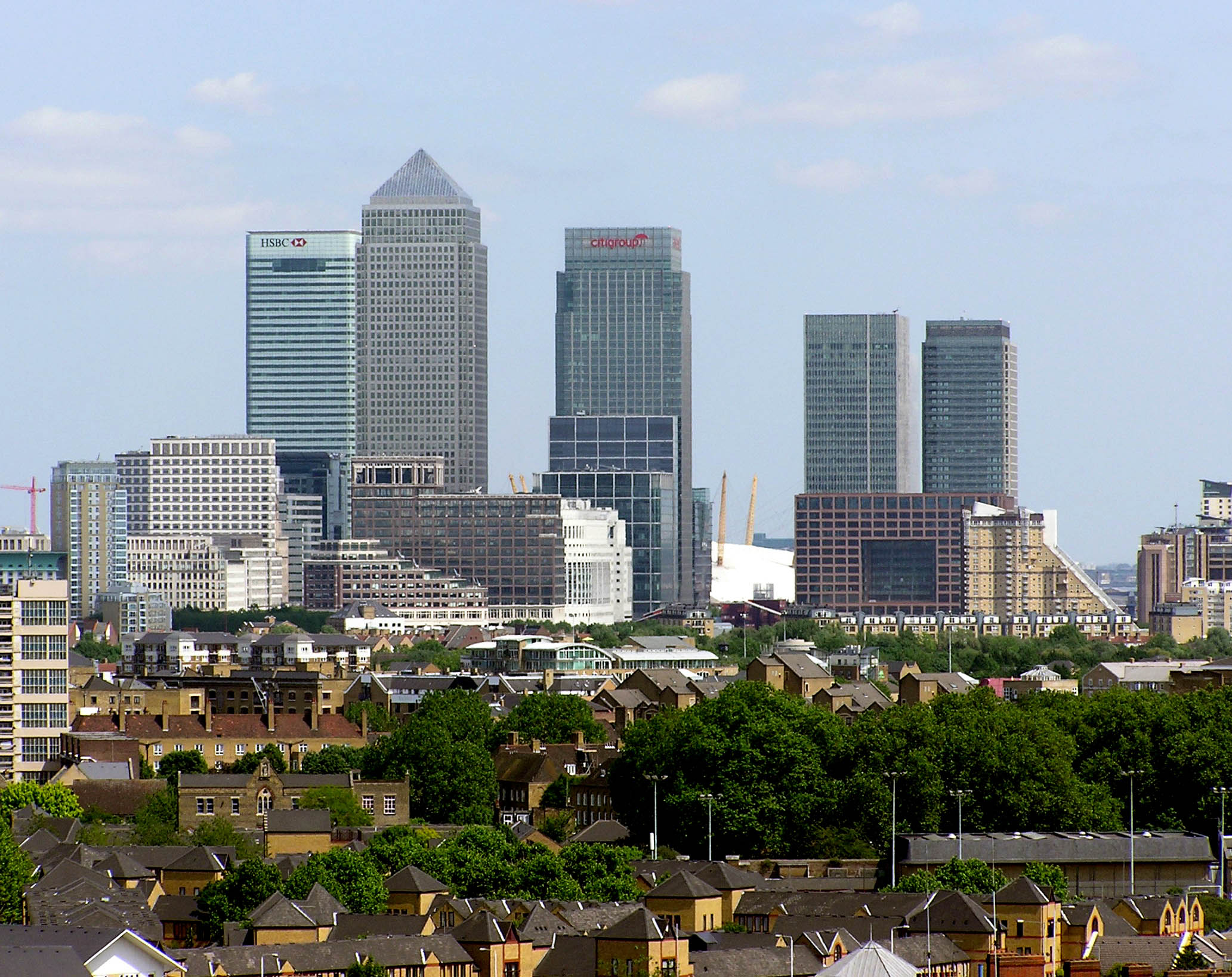
Pohled na Canary Wharf z horní lávky Tower Bridge – uprostřed charakteristická dominanta One Canada Square

Budova One Canada Square je druhou nejvyšší obyvatelnou budovou Velké Británie. Je pozorovatelná z velké dálky a charakteristická tvarem připomínajícím tužku. Stavba obsahuje 50 poschodí, je vysoká 235 m a je druhou nejvyšší obývanou budovou Velké Británie (televizní věž Emley Moor s výškou 330 m poblíž Huddersfieldu je nejvyšší konstrukcí). Po dokončení v roce 1990 překonala původní nejvyšší budovu – Tower 42 (výška 183 m). Až v roce 2012 ji překonal The Shard v londýnském London Bridge.

## Historie
Autorem návrhu stavby je argentinský architekt César Pelli. Název budovy vyjadřuje její adresu – číslo 1 na náměstí Canada Square. Náměstí je pojmenováno po Kanadě, protože bylo i s budovami vybudováno kanadskou developerskou společností Olympia and York, kterou vlastní rodina Reichmannova. Společnost vlivem pádu cen nemovitostí bankrotovala, což způsobilo, že část horních pater budovy zůstala po jejím dokončení neobsazena.
Stavba je také běžně označována jako Canary Wharf Tower po finančním centru, jehož výraznou dominantu tvoří. Je lehce viditelná z velké dálky, zvláště z jižních části Londýna. Je dokonce pozorovatelná z některých úseků dálnice A2 ze vzdálenosti 40 km.

## Současnost
Budova má v současnosti dva sousedy – další kancelářské komplexy, které vyrostly poblíž ale jsou o něco nižší, asi 200 m – HSBC Tower (Canada Square 8-16) a Citigroup Centre (Canada Square 25).
Ačkoli se jedná o druhý nejvyšší dům Velké Británie, neexistuje v něm veřejně přístupná vyhlídková terasa. Přesto přízemí budovy, vstupní hala a suterén je veřejnosti přístupný a nachází se v něm obchodní centrum a dopravní křižovatka metra a DLR.
V budově má kanceláře několik významných finančních společností, stejně jako některé důležité anglické noviny včetně Daily Mirror, Sunday Mirror, Sunday People a Daily Telegraph.

## Všeobecné informace
- Budova obsahuje 4 388 schodů, 3 960 oken a 32 výtahů. Cesta výtahem z přízemí do 50 patra trvá 40 sekund (i když žádný výtah pro běžné cestující nezasahuje do všech pater budovy). V budově se dále nacházejí dva nákladní a dva požární výtahy, které spojují veškerá patra.[1]
- Třinácté patro je celé vyhrazeno pro klimatizační zařízení, ačkoli vlastníci popírají, že by tato skutečnost souvisela s pověrčivostí.
- Vstupní hala, vysoká 11 metrů je obložena 8400 m² mramoru dovezeného z Itálie a Guatemaly.[2]
- Budova je občas označována jako vertikální Fleet Street poté, co do ní z Fleet Street v City přestěhovalo své redakce několik významných deníků.[zdroj?]
- Návštěvníci jsou u vstupu do budovy nuceni podstoupit kontrolu na úrovni letištní kontroly, včetně průchodu detektorem kovů a jejich zavazadla procházejí rentgenovým detektorem.

## Společnosti sídlící v budově
- Accenture
- Agence française de sécurité sanitaire des produits de santé
- A.P. Møller-Mærsk
- Bank of New York Mellon
- BBVA (Banco Bilbao Vizcaya Argentaria)
- Bear Stearns International
- Burlington Resources

- Cass Business School, Canary Wharf Campus
- Canary Wharf Group PLC
- Citibank
- Clearstream Banking
- Coutts & Co
- Daihatsu
- eToro
- FIA
- EULER Trade Indemnity
- Evropský orgán pro bankovnictví
- European Federation of Pharmaceutical Industries Associations
- GATX International Limited
- HSBC UK
- International Grains Council
- International Sugar Organization
- KPMG
- Maersk Company
- Maine Tucker
- MetLife
- Novartis Europharm
- PricewaterhouseCoopers
- Primus Communication
- Quadrant Capital
- Regus Business Centers
- Revolut
- Torchwood (v beletrii)
- Trinity Mirror
- Telegraph Group Limited
- Swiss Stock Exchange/Virt-X
- State Street
- Skadden, Arps, Slate, Meagher & Flom LLP
- UBS

## Doprava

### Metro
- Canary Wharf

### DLR
- Canary Wharf
- Poplar